# 四行倉庫の戦い
四行倉庫の戦い（しこうそうこのたたかい）は、日中戦争初期の上海戦末期、第88師第524団団長附謝晉元率いる400余名が、1937年（昭和12年）10月27日から10月31日にかけ、蘇州河北岸の四行倉庫に立て籠った戦闘。中国では、この守備隊を「八百壮士 (「八百名の屈強な兵士」)」と呼ぶ。四行倉庫は蘇州河を挟んで共同租界に向かい合っているため、この地区に流れ弾が着弾して欧米と衝突してしまうことを避けたい日本は、敢えて艦砲射撃を要請しなかった。イギリスは租界が砲火の攻撃を受ける恐れがあることを理由に、陣地の放棄を中国側に働きかけ、31日、守備隊は西蔵路を経由して租界内に撤退した。

## 背景

四行倉庫周辺の地図
青: 中国軍守備隊
緑: 租界区域

上海戦末期、10月21日、第21集団軍総司令 (兼第48軍軍長)廖磊は広西からの増援部隊を率いて上海に到着し、蘊藻浜沿河の敵に対して全面反撃を発動したが、情勢を挽回することはできなかった。22日、蔣介石は日記に「広西軍の参戦により、持久の計をはかったが、広西軍の思わぬ失敗により、走馬塘の線まで退却し、戦局は大きく揺れている、誠に失望した。」と記した。23日、広西軍を京滬線以南の地区に撤退させた。25日、中央軍第78軍第18師長朱耀華の部隊の防衛線が日本軍に突破され、朱が戦略的要衝大場鎮を放棄すると、蔣は中国軍に限定的撤退を命じ、蘇州河南岸に移動させる一方、中国軍が蘇州河北岸を依然堅守している印象を与えるために、閘北に「１個連隊を残して死守させ、内外の人々の心を感動させる」ことを決定した。28日、蔣は蘇州を訪れ、第3戦区の師長以上の将領の前で長文の演説を行ったが、この中で、一個団を残して閘北の死守を命じた理由について、中国人が主義のために戦い、国を守るために死ぬ覚悟と精神を持っていることを世界の人々に示し、心理的に敵に圧力をかけるためであったと説明した。
蒋は、第3戦区代理司令長官顧祝同に対し、第88師を時間稼ぎのため後背に残置させるよう命令し、ブリュッセル国際会議（11月6日開催）で日本の侵略行為に抵抗するという中国の決意を示すことで、国際的な支持を引き出そうとした。顧祝同は第88師に愛着を持っており（かつて自身が指揮した第2師がドイツ式装備の第88師に整編された）、この部隊を残置することは不本意であった。 顧は第88師師長孫元良へ電報を打ったが、孫はこの作戦に猛烈に反対し、参謀長の張柏亭を顧の司令部（前線から約20km）に派遣して反対意見を主張した。

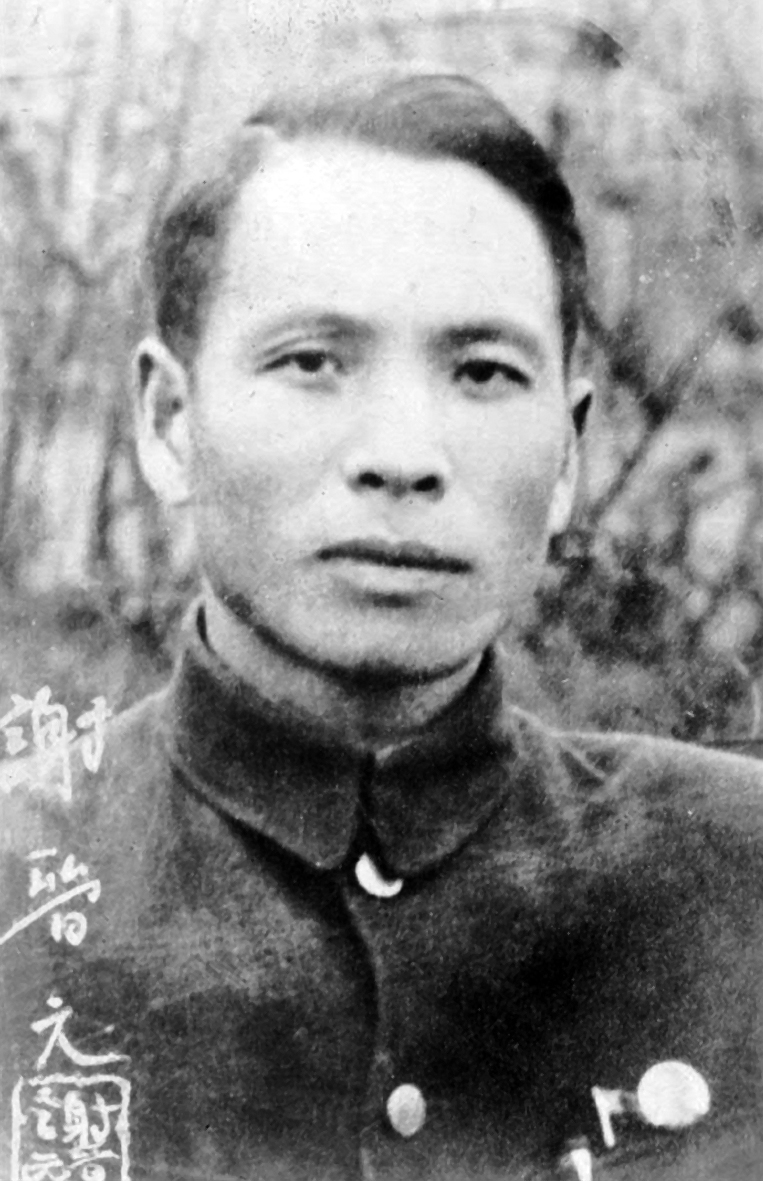
謝晋元

顧祝同、孫元良、張柏亭とも蒋の命令に背こうとしていたが、孫は（張を通じて）顧に対し前述の「決意表明」に支障のない程度で、若干人の兵隊を撤退援護に残すことを示唆した。彼の言葉によれば、「どれだけの人間を犠牲にしても違いは無いだろう（同様に目的を達成するだろう）」。孫は第88師の1個団（連隊）を残置して1、2箇所の要塞陣地を防衛させることを提案し、顧はこの計画を承認した。張参謀長は四行倉庫の第88師司令部へ引き返した。司令部では、孫は1個団ですら人命のひどい浪費であると判断し、その代わりに戦力を増強した1個営（大隊）を投入することに決めた。第88師内で比較的新任の将校である謝晋元は、この営を率いることを志願した。
10月26日午後10時、上海北駅を拠点とする第524団は、四行倉庫の司令部から撤退の命令を受け取った。第1営営長楊瑞符は、彼が2ヶ月以上確保してきた拠点を放棄しなければならないことに困惑したが、孫師長から第1営への四行倉庫防衛の命令書を見せられると、これに同意した。

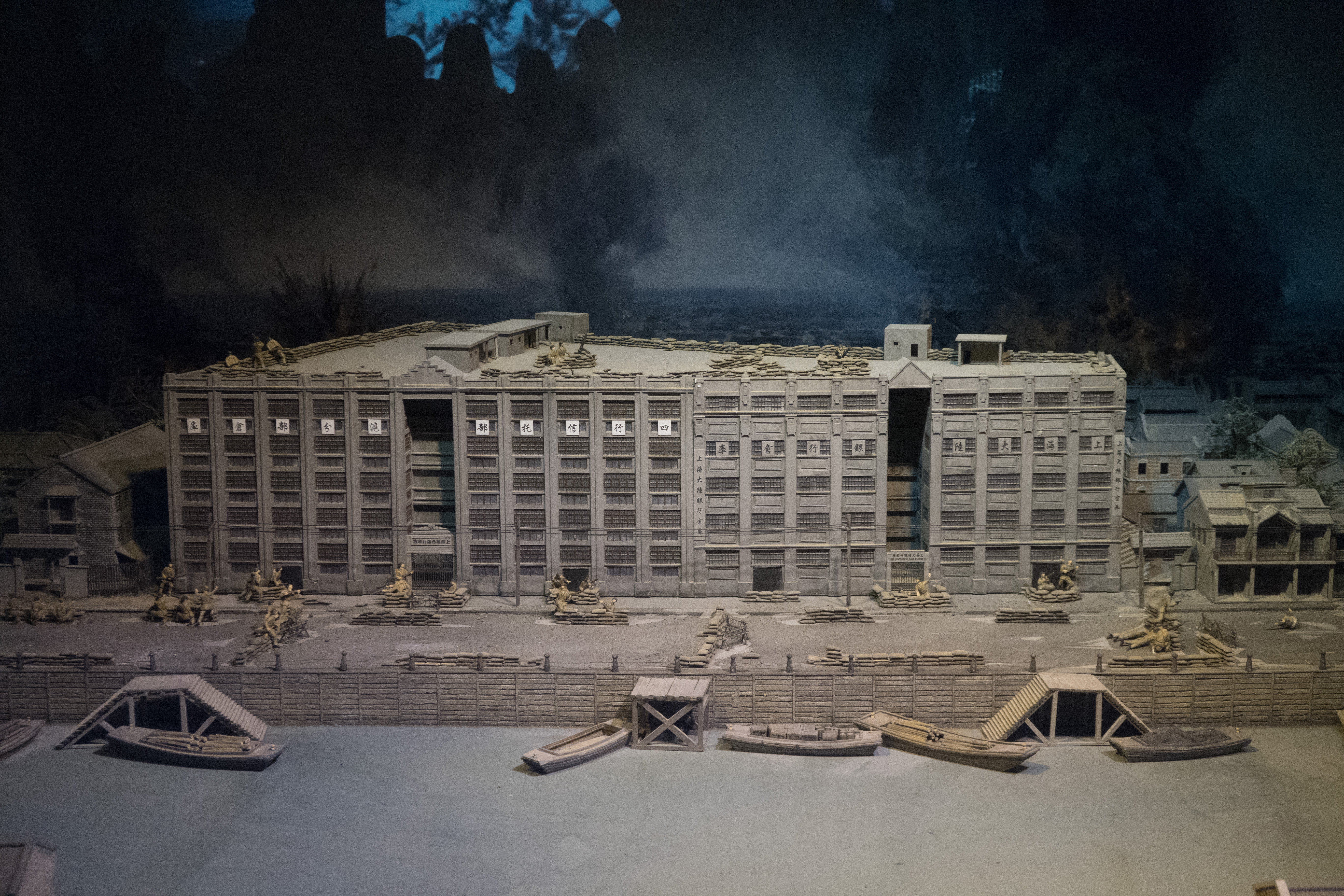
四行倉庫（模型）

## 戦闘序列と装備

### 中国軍
- 第88師第524団（連隊） 団長：韓憲元 中校（四行倉庫の戦い非参加）
- - 副団長：謝晋元 中佐
  - 第1営（大隊） - 営長：楊瑞符 少校(少佐に相当)
    - 第1連（中隊）- 連長：上官志標 少佐
    - 第2連 - 連長：鄧英 大尉
    - 第3連 - 連長：石美豪 大尉（負傷）、唐棣 大尉
    - 機関銃連 - 連長：雷雄 大尉

当初の兵員はおよそ800名（第1営は正式には増強大隊）であったが、上海の戦いの過程で兵力を消耗し、この戦闘直前の実戦力は将校を含めて423名（一説には453名）となっていた。さらに兵力が減少したことで、戦闘開始時には414名だけしか居合わせていなかった（全体の撤退による混乱で、いくつかの隊が倉庫までたどり着けなかった可能性がある）。これまで2か月の激戦で本来のドイツ式訓練兵を損耗しており、五次にわたる兵員補充後には、大隊の将兵の多くが周辺省の駐屯軍（地方軍）となっていた。彼らの多くは湖北駐屯軍第5団第1営から来ていた。湖北軍は、長年共産軍と戦うために訓練してきた優良な兵士たちを上海へ派遣したくなかった。したがって、上海へ増援として派遣された兵士の多くが、7月7日の事変勃発以降に徴集された訓練未完の新兵であった。正式な通信内では日本軍を欺瞞するため四行倉庫守備隊の兵力を「第524団」と言及していたが、参戦したのは第1営のみであり、第524団の他の部隊は1939年まで健在していた。しかし結局は、公刊戦史内でも第1営は第524団と同一視されるようになった。
第524団は第88師の前線部隊から装備品を譲り受けており、大抵の中国軍が安物の装備を持っていたことを考えると、申し分ない装備であった。記録や写真によると、各兵士たちはGew88（漢陽88式小銃）あるいはKar98k（中正式歩槍）型の小銃、7.92mmモーゼル弾300発、手榴弾2箱、ドイツ製M1935ヘルメット、防毒マスク、食料袋を支給されていた。合計27挺の軽機関銃があり、ほとんどはチェコ製ZB26軽機関銃で、1個班（分隊）で1挺の割合に近かった。 4挺の水冷二四式重機関銃が唯一大隊で利用可能な重火器であった（配属の迫撃砲小隊は戦闘参加者から言及されていないため、参加していなかった可能性がある）。

### 日本軍
- 上海海軍特別陸戦隊閘北部隊[14] (第三艦隊: 陸上戦闘については上海派遣軍司令官松井石根大将の指揮下に入る)
  - 直率：右翼隊（第3大隊）、中央隊（第6、第12大隊）、左翼隊（第2大隊）、南部隊（第10大隊）[15]

## 10月27日

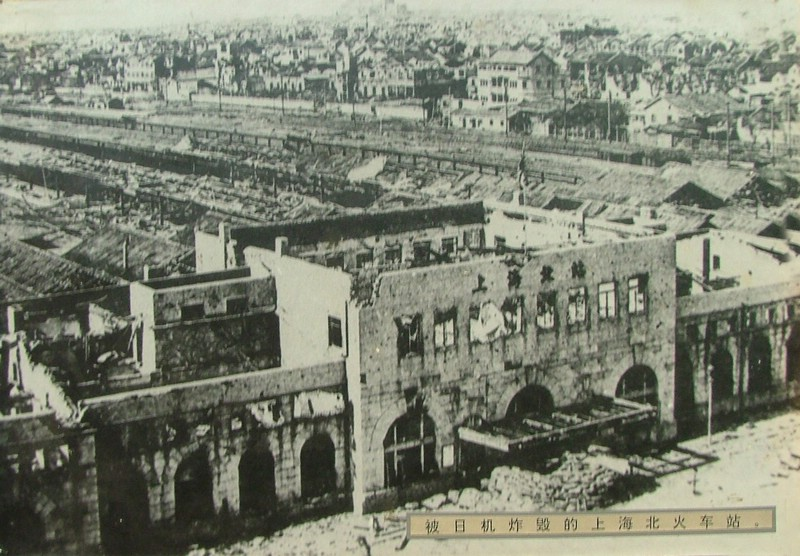
数か月にわたる戦闘と爆撃後の上海北駅

4時30分、海軍陸戦隊は月明りを利用し、右翼隊に重点を置いて閘北への総攻撃を開始し、5時5分進撃を開始した。一方未明、第1営の各連（中隊）は分散して前線を横切った。楊瑞符営長は第1連を四行倉庫に送り、自身は第2連を指揮した。しかし第3連、機関銃連および第1連の一部とは連絡ができなかった。当初は悲惨な防衛戦の開始を午前9時にずらすかに思われたが、その時、それら中隊が閘北から退却してきた他部隊から口伝てに命令を聞いて四行倉庫に姿を現した。彼らがこの決死の任務に志願したことは、後に蒋介石から軍人精神の模範であると称えられた。

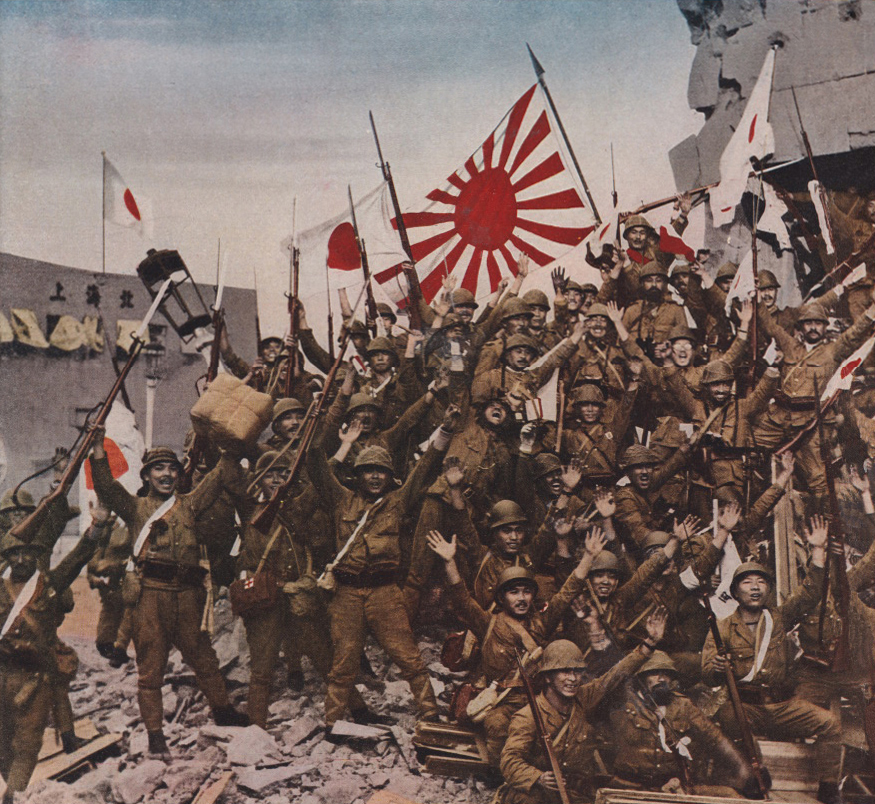
「北停車場占據に歓喜する土師部隊の萬歳」『世界画報 日支大事變號・第四輯』第十三巻第十二號 (國際情報社)の表紙を飾った。

早朝、中国軍が依然として閘北の四行倉庫を守っているというニュースが上海中に伝わった。このことはガールスカウト楊恵敏（en）の興味をそそり、後に彼女はこの戦いで重要な役割を演じることとなる。午前4時頃、彼女が新拉扱橋の中国側の端にあるイギリス警備隊まで歩いて行くと、そこでイギリス兵がタバコの箱を四行倉庫内へ投げ込んでいるのに気付いた。彼女が兵士に何をしているのか尋ねると、彼は中に中国兵が居ると答えた。彼女は伝言を書くと、イギリス兵にそれを煙草の箱に詰めて投げ込むよう頼んだ。しばらくして投げ返されたメッセージには、倉庫内の兵士たちが食料や弾薬、銃器用の潤滑油を求めていることが書かれてあった。 楊恵敏は橋を立ち去ると上海商工会代表に助けを求めたが、相手は話を信じようとせず彼女はひどく落胆した。
謝晋元は第1営を西蔵路沿いの四行倉庫右翼に、第3営を交通銀行ビルに対面する左翼に、第2営を他の方向に配置した。重機関銃2挺は屋上に設置し、残りの機関銃はそれぞれ中隊に分散させた。謝は、国民党軍が戦前に共同租界からの欧州軍の攻撃に備えて作った防御施設が、日本軍の倉庫攻撃に利用されてしまうのではないかと気が付いた。そこで彼は、日本軍が防御施設を占拠しようとしたときのために爆薬を急ごしらえするよう命令した。
間に合わせの防御物は、土嚢や倉庫内に備蓄されていたトウモロコシや豆、その他商品の袋で構成されていた。倉庫内の電灯は破壊され、倉庫周囲の建造物は射界清掃のため取り壊された。
午前7時までに日本軍の陸戦隊閘北部隊右翼隊は第一線突破に成功、西端に進出、さらに南方に転じて中国軍の退路を遮断するよう行動した。また同時刻、左翼隊も上海北駅に移動し、鉄路管理局を占領、中央隊とともに中国軍兵士を西方、南方、東方ポケット地帯内に追い詰め掃討した。午後1時までには四行倉庫付近まで接近してきた。10人ほどの日本兵が急造の防御施設を占領しようとしたが、即座に殺害された。午後2時、中国軍偵察隊（小隊長：尹求成）は日本兵約50人と銃火を交えた。しばらくして日本軍の中隊が西から倉庫を攻撃し、第3営営長の石美豪が顔を撃たれたが、その後再び脚を撃たれるまで指揮を執り続けた。約70人の日本兵が倉庫南西の死角を乗っ取ったため、数人の中国兵が屋上に登って日本兵へ手榴弾を投げ落とした。彼らは日本兵7人が戦死、約20人が負傷したと報告した。
午後9時、楊瑞符はこの日はこれ以上日本軍の攻撃はないと断定し、食事の用意と防御設備の修理を命令した。この日、守備兵2名が戦死し、4名が負傷した。
一方、上海海軍特別陸戦隊は23〜27日までに、閘北地区全域で重傷3名、負傷24名の損害を報告している。

## 10月28日

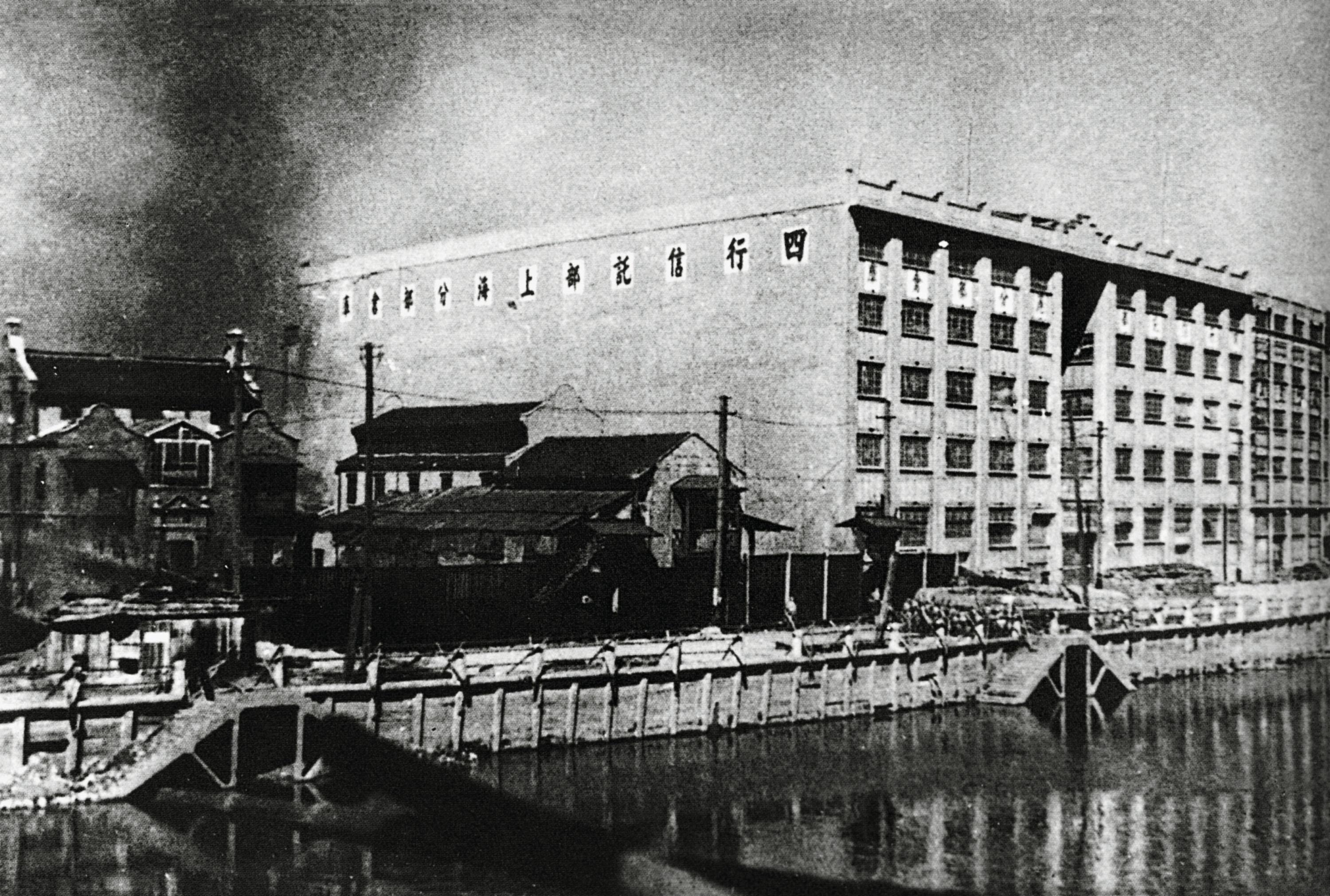
火の手が上がる四行倉庫

守備兵たちは夜のうちに寝る暇を惜しんで防御施設の構築を急いだ。朝、謝晋元は楊恵敏から教えられた電話番号で上海商工会議所に連絡をとった。
主に頑丈な構造と有用性（それまで師司令部であったこと）から選ばれた四行倉庫の立地は、守備隊にとって有利であることがわかった。倉庫は上海共同租界の対岸に位置しており、日本が戦争を避けたがっている欧米諸国の租界に流れ弾が着弾すれば紛争を誘発してしまう恐れがあるため、日本軍はあえて艦砲射撃を要請しなかった。
午前7時、日本の爆撃機が倉庫上空を旋回したが、租界への誤爆を恐れて爆弾は投下しなかった。爆撃機は四行倉庫からの対空銃火で追い払われた。
午前8時、謝晋元は演説を行って将兵の指揮を鼓舞し、防御工事の視察をおこなった。屋上へ来たとき、謝は蘇州河沿いの日本兵の集団に気が付いた（楊瑞符の記憶によれば1km程の距離）。謝は不意に銃をつかむと、即座に日本兵の一人を撃ち倒した。
午後3時頃小雨が降り始め、倉庫周辺の火と煙は次第に消えていった。日本軍は主力を西に集中して攻撃を開始、交通銀行ビルを占領し、倉庫の北側に砲を配置した。その大砲は四行倉庫の分厚い壁を破ることができず、銀行ビルの日本兵は、より高い倉庫屋上の守備兵から制圧射撃であっさり抑えられてしまった。2時間後に日本軍は攻撃を断念したが、倉庫の電力・水道の供給を遮断した。
この日続けざまに、第524団副団長:上官志標に率いられた小グループの中国兵と野戦軍医:湯聘梓が到着し、戦闘に加入した。
この間、上海商工会は中国軍守備隊が閘北に残っているという知らせに大いに喜び、このニュースはラジオを通じて瞬く間に広まった。雨の中、群衆が蘇州河南岸に集まり、守備兵達を勇気付けた。トラック1台分以上の援助物資が上海市民から寄付された。夜、トラック数台が倉庫近くまでやってきて、守備兵がトラックに土嚢の壁を作り援助物資を倉庫内へ引き入れた。物資の運搬には4時間かかり、その間中国兵3人が日本軍の銃撃で死亡した。守備兵たちは食料、果物、日用品、市民からの手紙を受け取った。その現場に2人のジャーナリストがやってきたが上級指揮官たちは多忙だったため、 結局記者たちは機関銃連長の雷雄に会えただけであった。
謝晋元は、商工会を通して租界のイギリス軍将校と重傷者10名を戦場から移送することを打ち合わせた。イギリス側は同意し、負傷者は夜陰に紛れて運び出された。

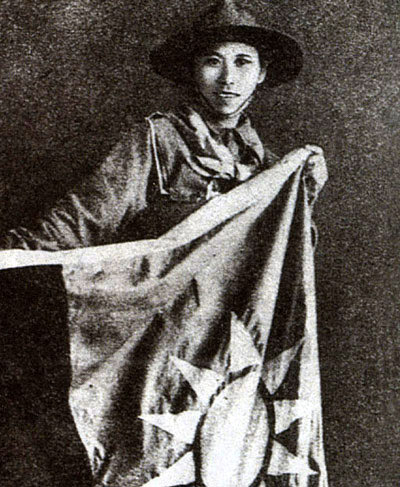
楊恵敏と青天白日旗

同夜、商工会は守備兵達のところへ青天白日旗を届けることに決めた。中国軍の団規模の部隊では国旗や軍旗を戦時に携帯しておらず、楊恵敏が旗を四行倉庫へ届けたとき、現場の最高指揮官である謝晋元が自ら受け取った。楊恵敏が兵士たちに作戦を尋ねると、その回答は「死守」することであった。楊恵敏は感動し、全国に知らせるため全兵士の名簿をくれるよう頼んだ。しかしそうすることで彼らの兵力を日本軍に知られてしまうため、謝は情報を公開しようとしなかった。だが同時に、楊恵敏をがっかりさせたくもなかった。その代わりに、彼は第524団のもとの名簿から約800人の名前を書き留めるよう誰かに頼み、それからこの偽の名簿を彼女に渡した。楊瑞符によれば、晩に運び出された負傷兵も兵力について聞かれたら800人と答えるよう命令されていた。こうしたことから「八百壮士」の噂が広まっていった。

## 10月29日
10月29日の早朝、上海の居留民たちは幅4メートルの青天白日旗が四行倉庫の上に翻っているのを発見した。楊恵敏は旗のみを持っていったが、倉庫の兵士たちは旗竿を持っていなかった。そこで、2本の竹竿を縛って作った間に合わせの竿で旗を掲げた。倉庫内では、少数の兵士だけが出席して旗の掲揚式をおこなった。伝えられたところによれば3万人強の群衆が川沿いに集まり、「中華民国万歳！」と歓声をあげた。腹を立てた日本軍は飛行機を飛ばして旗を攻撃した。しかし激しい対空銃火と外国租界への誤射の恐れから、飛行機は旗を射落さず早々にひき上げた。この間、2日間の戦闘で四行倉庫周辺の野外陣地は損傷または破壊され、倉庫自体も被害を受けていた。
正午、日本軍はこれまでで最大の攻勢を仕掛けてきた。火砲や軽装甲車を使って全方向から攻撃し、第3営を倉庫の防衛線から押し出し第3営は倉庫内へ引くことを強いられた。倉庫の西側には本来窓が無かった（写真からもわかる）が、日本軍の攻撃で守備兵に都合の良い銃眼が開いた。日本兵の一団が壁に梯子を掛けて2階へよじ登ろうとし、 ちょうど彼らが現れた窓には偶然にも謝晋元がいた。謝は最初の日本兵の銃をひったくると、もう一方の手で日本兵の首を絞めて突き落とし、最後に梯子を外す前に梯子の他の日本兵を撃った。戦闘で負傷したある中国兵は体に手榴弾を縛り付けてビルから飛び降り、自爆して日本兵約20人を道連れにした。戦闘は暗くなるまで続き、 日本軍の波状攻撃は装甲車両や砲火に支援されていた。最終的に他のすべてが失敗した後、日本軍は掘削機を使い四行倉庫までのトンネルを掘ろうとした。この日の戦闘中、対岸の中国市民たちが大きな張り紙を書いて日本軍の動きを警告した。ある人物は日本軍が新しい攻撃を準備しているのを目撃した後に四行倉庫へ電話をかけた。

## 10月30日から11月1日

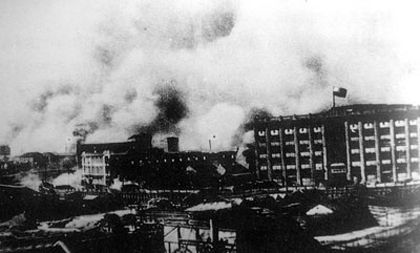
煙に包まれる四行倉庫と屋上の国旗

30日午前7時を期して日本軍は新たな攻撃を開始した。倉庫へ突撃してきたのは少数の兵士で、日本軍の攻撃は砲撃に重点が置かれていた。四行倉庫の頑丈な構造と有り余る土嚢や補強・修繕材のため、日本軍が倉庫を破壊しようとしている間にも守備兵たちは容易にそれを修復した。砲火は猛烈で、楊瑞符の回想では毎秒1発が着弾したとされる。夜が近づいたとき、日本軍は倉庫への砲撃のため幾つかの探照灯を設置した。30日の戦闘は終日続き、守備兵たちは装甲車数両を破壊した。
上海租界の外国人たちは、戦闘場所と自分たちがこんなに接近していることを望まなかった。そうした心理的考慮に日本軍からの圧力が加わり、彼らは中国軍に停戦を説得することに決定した。29日に外国人たちは国民政府に対して「人道的観点」から停戦の要望書を提出した。蒋介石にとって、この戦いは既に勝利したと言え、上海の中国軍の大部分はより有利な防御陣地に首尾よく配置につき、四行倉庫の防衛戦は目下のところ西洋の注目を集めていた。そこで彼は、10月31日に守備隊に対して撤退命令を与えた。上海警備司令の楊虎を通じてイギリス将官テルファー・スモレット（Alexander Telfer-Smollett）との面談が手配され、第524団が外国租界へ退却し、上海西郊で戦っている第88師に復帰することが決定された。日本軍司令官松井石根も同意して守備兵の退却を保証したが、後にこの取り決めは破られた。陸戦隊は午前1時45分に倉庫に対し砲撃を開始、突撃隊が突入し、完全に残敵を掃討したとみなした。一方で、謝晋元は四行倉庫に残って最後の一人まで戦うことを望んでいた。張柏亭参謀長が最終的に謝に退却を説得した。
11月1日夜半、謝晋元は376人を小グループに分けて率い、新拉扱橋を渡ってイギリス租界へ向かった。守備兵10人が戦死しており、他に重傷の37人が移送されていた。この残留部隊の撤退を援護するため、機関銃員を後に残すことに彼らは同意した。橋を渡る際に約10人の兵士が日本軍の機関銃射撃で負傷した。午前2時までに撤退はすべて完了した。

## その後
残留部隊は撤退後もとの第88師へ復帰することが宣言された。しかし、イギリス軍は彼らの武器を没収して逮捕することを発表した。その理由は、日本軍が兵士たちをその場で解放すれば租界に侵入すると脅迫したからである。兵士たちは共同租界のイタリア区域まで移動させられ隔離された。
蒋介石は守備兵全員を1階級昇進させ、謝晋元と楊瑞符に「青天白日勲章」を授与した。
彼らが軟禁された後、上海市民たちはたびたび兵士たちを訪ねて演芸や娯楽を提供した。将校たちは兵士たちのために授業を開き、外国語や数学、更にはキリスト教神学をも教えた。共産党宣言の中国語訳者:陳望道もまた時あるごとに収容所を訪問した。兵士たちは毎日軍事訓練を行なって闘志を高めていた。彼らが毎日中華民国国歌を歌う習慣は外国当局から絶えず中断させられ、白系ロシア人の傭兵から乱暴にやめさせられるまで続いた。
上海戦の敗北と国民革命軍精鋭部隊の三分の一の喪失に直面したとはいえ、中国人民の士気は高まり、中国が積極的に日本に抵抗するということを列強諸国にはっきり示した。メディアは四行倉庫防衛戦に乗じ、本来の414人を装飾して「八百壮士」と賞賛した。また、人々を抗日戦に駆り立てるための愛国歌「八百壮士歌（en）」も作曲された。しかし蒋介石の期待した外国からの援助が来ることはなく、欧米諸国は日本を非難を口にする以上のことは何もしなかった。ドイツとソビエト連邦のみが欧州戦勃発まで物質的な援助を提供し、1938年、日本の圧力によりドイツは軍事顧問団を引きあげた。

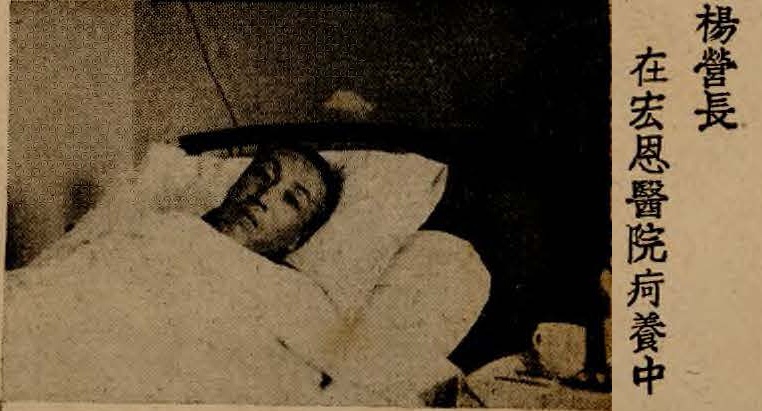
復旦大学病院で入院加療中の楊瑞符

英雄たちは「孤立した軍営」の中で3年間以上つらい生活を送った。日本側は兵士たちの釈放を持ち掛けたが、その条件は彼らを武装解除し難民として上海から離れさせるというものであった。謝晋元はこれらの条件を拒絶し、その後の汪兆銘政権からの度重なる申し出も断った。1941年4月24日午前5時、謝は汪兆銘政府の意を受けた郝鼎誠軍曹とその3人の部下に襲撃されて1時間後に死亡した。10万人以上の人々が彼の葬儀に出席し、謝は死後に国民革命軍少将の階級を追贈された。謝とともに守備兵の指揮にあたった楊も1939年に密かに家族と共に重慶へと脱出したが、既に病で臥せっていることが多くなり1940年2月3日に死去した。楊もまた国民革命軍少将の階級を追贈された。

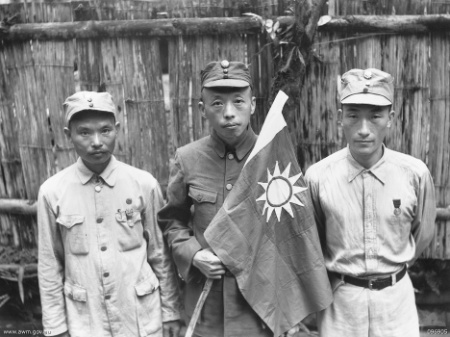
ラバウルの元「八百壮士」の3名

真珠湾攻撃後、日本軍は上海共同租界を占領し兵士たちを捕らえた。彼らは重労働のために杭州や孝陵衛（南京）へ追放された。孝陵衛へ送られたグループの一部は脱走し、ある者は中国軍に再び加わった。36人の将兵たちは重労働のためにパプアニューギニアへ送られ、1945年に日本が敗戦すると、彼らは逆に日本軍を捕虜とした。
終戦時、大隊の生き残り約100人が上海と四行倉庫へ戻ってきた。国共内戦が勃発したとき、彼らの多くはこれ以上戦うことを望まず、民間職業に復帰した。後にガールスカウト楊恵敏を含む何人かが国民政府と共に台湾へ渡り、他方で大陸に残った者たちは、国民党兵士だったという理由で文化大革命時に迫害された。

## 影響

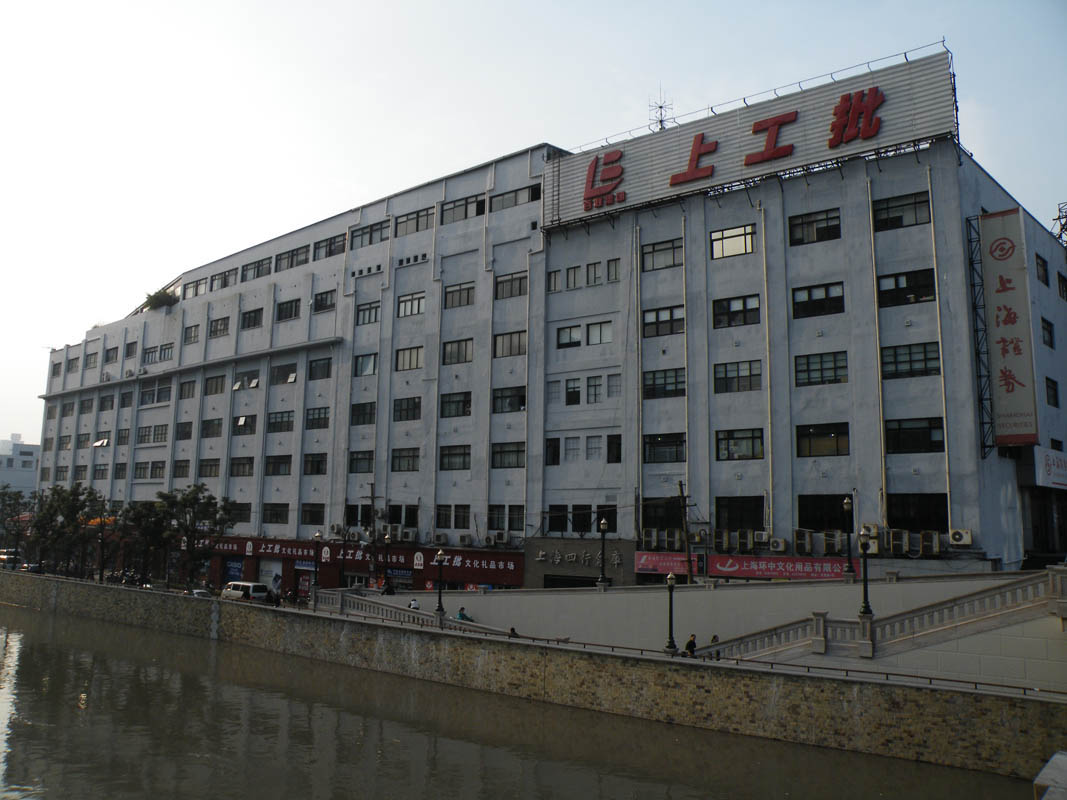
蘇州河側から見た四行倉庫（2009年）

謝晋元の遺体は新加坡路（今の餘姚路）沿いの小さな庭園（かつての彼の寝場所）に埋葬された。1947年、上海市政府は膠州公園（兵士たちが居た所）を「晋元公園」に改名し、併せて付近の中学校は「晋元中学」に改名した。四行倉庫すぐ北の道路も「晋元路」に改名された。
謝晋元は国民政府の対中共軍事行動に一度も参加していなかったが、彼の墓は中国共産党の始めた文化大革命の中で徹底的に破壊されていた。1983年4月16日に謝晋元の墓は万国公墓へ移され、他の中国英霊と共に埋葬された。同じ年、もとの兵舎の場所は整備され「晋元公園」と命名された。1986年3月、謝晋元の故郷広東省蕉嶺は彼の記念碑を立て、その母校・蕉嶺中学は「晋元中学」に改名された。
階と両翼を増築改装された四行倉庫は健在で、館内の一部は防衛戦当時の新聞や写真・記録の博物館となっている。倉庫の大部分はその意味の通りのもの（備品倉庫）で、3階にはボウリング場がある。展示室は毎週金曜日の午後1時30分から4時00分までの開場である。
2005年、中国の抗日戦争勝利60周年および第二次世界大戦の連合国勝利を記念して、中国電信はそれをテーマにしたテレホンカードのセット発行した。その1枚は四行倉庫と謝晋元を取り上げていた。

### 日本人の反応
山本実彦は「この倉庫に支那兵が籠らぬように、支那資本家はたいへんな賄賂を彼等に贈ったのであったそうですが、それでも彼等は八百の正規兵をここにいれたのでありました。この八百名の支那兵の奮戦するさまを川向ふの支那人は平氣で見物してをつたのでそうです。ところが、四行倉庫が陥落し、我軍の哨兵によつて守らるるやうになつてから、支那の子供たちは、河向ふから夜となく晝となく我哨兵めがけて石を投げるとのことでありました。」と記した。
野上彌生子は「取りわけ一箇月近くも攻撃の的となり、ニュース映画にも度度現れた四行倉庫が、わづかに砲弾の跡を留めただけで、暗赤色の壁上に白く、太太と、支那人らしい上手な文字で書かれた名前を浮きあがらせて突つ立つてゐるのを見た瞬間、驚き以上のものが脊筋を冷たくしました。そんな事があつてはならないし、又決してあり得るとは、夢に信じないけれども、どうかして私たちの愛する故国の木材で拵へた都市が、似たやうな危険に曝されたと仮定して、私たちは破壊された壁の一つ、柱の一本でも、戦跡として巡礼するに足る記念を残すことが出来るでせうか。東京を立つ前に丁度行はれた防空演習で、人真似にもんぺいを穿いて並んだり、門口にバケツを置いたりすれば、それで済んだつもりになってみる一部の人たちの呑気さが今更に怖ろしくなりました。」と記した。
西川光は「私は映畫『上海』のフイルムの一齣を、はつきりと記憶してゐる。上海市街戦で、最も激烈な戦闘だつた四行倉庫の、砲弾に破壊された壁の大きな穴から撮影された場面で、穴の上を、英國の警備兵が煙草をふかしながら、呑氣な顔付をして四、五人、行つたり来たりして、警備してゐるのである。しかも、この四行倉庫を陣地として、日本軍に抵抗した支那兵に、英國兵が糖食を供給してゐた事實を、カメラは歴然と撮影してゐた。その上、支那兵は脱出に際しても、英租界へ脱けて行ったのであるが、それを英國軍は黙許したばかりでなく、援助さへしてゐるのである。」と記した。

### 日英関係への影響
日本の海軍省は「上海戦における英國による利敵害我の敵性行為の実例」の一つとして、四行倉庫に拠る残敵整理中、英側は支那軍に糧食、水等を配給し、鉄条網を切り開いて逃道を作り、残敵を旧英租界に収容したことを挙げた。
尾崎秀実は「前線の将士の間にはたとえばかっての四行倉庫や、蘇州河渡河の場合の豊田紡績占拠の事件、蘇州河通行阻止事件などがあってイギリスに対する感情は悪化している。」と記した。

## 関連作品
詩
- 安西冬衛「四行倉庫の抜穴は英吉利の陣地に続いてゐる」（『大學の留守』湯川弘文社、1943年12月20日初版發行、168～170頁。）

映画
- 八百壮士 (1938年、中華民国)
- ロンゲスト・ブリッジ（中国語版）（1976年、台湾）
- エイト・ハンドレッド 戦場の英雄たち（中国語版） (2020年、中華人民共和国)